# Warszawa (brano musicale)
Warszawa è un brano musicale composto da David Bowie e Brian Eno, facente parte dell'album Low del 1977.

## Il brano

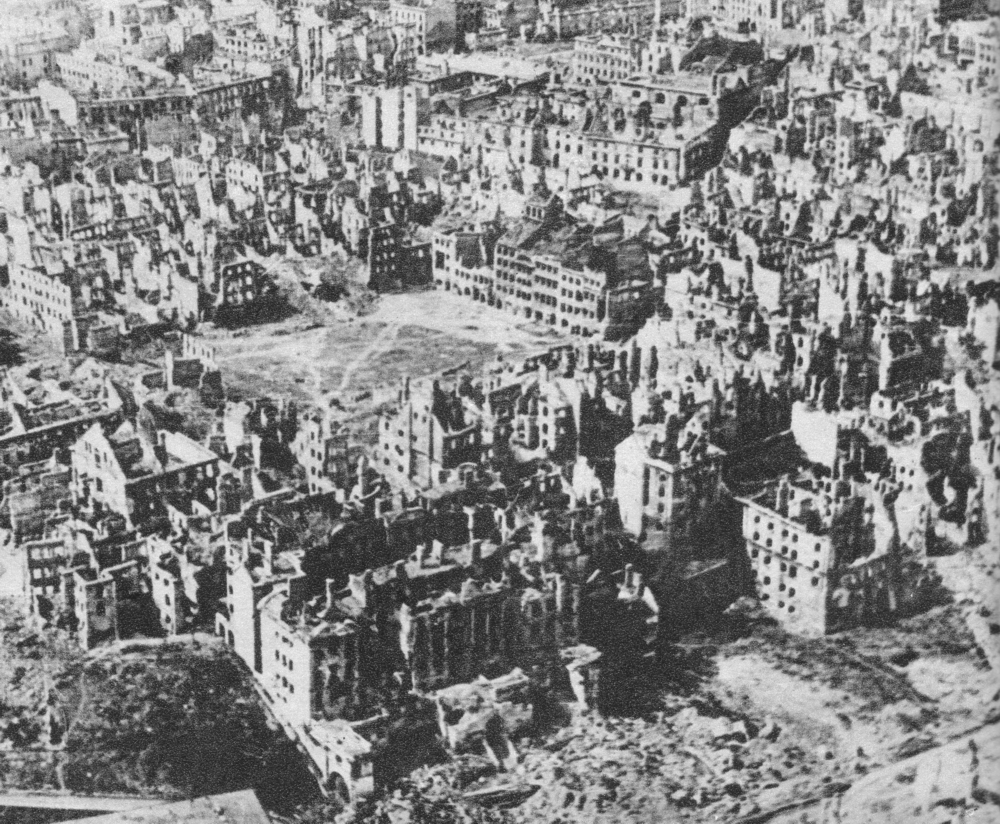
Le rovine della Città Vecchia di Varsavia dopo la seconda guerra mondiale.

Prima traccia del secondo lato di Low, è uno strumentale frutto della collaborazione Bowie/Eno nel quale i due compositori si lasciano definitivamente alle spalle la musica pop per esplorare nuovi orizzonti sonori. Il pezzo è principalmente opera di Brian Eno che lo scrisse e registrò da solo, mentre Bowie era andato via a Parigi per questioni legali. Warszawa nacque al pianoforte, e poi venne rielaborata elettronicamente al sintetizzatore. Eno la compose seguendo l'indicazione datagli da Bowie di scrivere "un pezzo molto lento" che possedesse "un sentimento quasi religioso". Alla composizione del pezzo, contribuì inconsapevolmente il figlio di quattro anni del produttore Tony Visconti, Delaney, che si era messo a suonare ripetutamente al piano le note La, Si, Do. Eno si sedette accanto a lui e prese spunto per completare la frase che avrebbe costituito la prima sezione di Warszawa.

Il tenebroso arrangiamento del brano, quasi del tutto strumentale, vuole evocare l'atmosfera di desolazione di Varsavia all'epoca della visita di Bowie nella città nel 1973: 
(David Bowie)
 L'indecifrabile e misteriosa parte vocale cantata da Bowie nel pezzo, senza parole vere e proprie, è costituita da sillabe scelte per il suono piuttosto che per il loro significato. Parte della melodia nella sezione mediana è basata su un'incisione della composizione Helokanie di Stanisław Hadyna da parte del coro folk polacco Śląsk.
Il brano si sviluppò utilizzando delle tecniche estemporanee e sperimentali di Eno mediante un equivalente musicale della tecnica del cut-up, con Bowie a scegliere la texture migliore per la creazione di un pezzo che si adattasse ad un contesto e alle sue altre canzoni. Il ricorso alla tecnica di Eno chiamata "incidenti previsti", creò una traccia di circa 430 frammenti sonori. Di questi frammenti, alcuni furono selezionati a caso e catalogati. Eno e Bowie avrebbero quindi lavorato ciascuno il proprio gruppo di suoni, cambiando gli accordi in corrispondenza delle linee divisorie, per eseguire un accompagnamento in modo casuale. Quando i vari frammenti furono assemblati, rimase uno scheletro di base della canzone con i cambi di accordi, e le lacune riempite da Eno per la parte musicale e da Bowie alla voce.
Il risultato è un suggestivo strumentale in quattro sezioni. La prima sezione è scarna ed essenziale e principalmente costituita da ottave. Poi a 1:17 l'armonia sale e gli accordi cambiano in Fa♯, e ha inizio la seconda sezione - la più lunga nel pezzo. A 3:47 c'è un altro cambiamento sorprendente, la trama si assottiglia di nuovo ed inizia la parte vocale di Bowie. A 5:24 secondi, comincia la sezione finale che comprende essenzialmente la ripetizione di un pezzo della seconda sezione.

## Esecuzioni dal vivo
Warszawa venne impiegata come brano d'apertura dello Stage Tour di Bowie nel 1978 e dell'Heathen Tour del 2002. Un'esecuzione del pezzo della primavera '78, venne inclusa nell'album dal vivo Stage.

## Formazione
- David Bowie: Voce
- Brian Eno: Sintetizzatori, pianoforte, Chamberlin

## Cover
- Nina Hagen — Love (1987)
- Philip Glass — Symphony No. 1 Low (1993)
- Nine Inch Nails — dal vivo, insieme a David Bowie (1995)
- De Benedictis/Maroulis — A Tribute to the Music and Works by Brian Eno (1997)
- Simon Haram — Alone... (1999)
- Emulsion — .2 Contamination: A Tribute to David Bowie (2006)
- Ah Cama-Sotz — Declaration of Innocence (2008)
- Red Hot Chili Peppers — Live at Bemowo (2012-07-27)
- Donny McCaslin — Beyond Now (2016)
- Pivio — Lodging a Scary Low Hero (2017)

## Curiosità
- Prima di adottare definitivamente il nome Joy Division, la band di Manchester si chiamava "Warsaw" in onore alla canzone Warszawa.[4]
- Il brano è presente nella colonna sonora del film Control del 2007.